# Jay Dickey

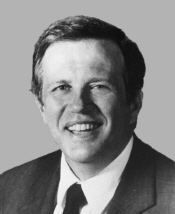
Jay Dickey

Jay W. Dickey (* 14. Dezember 1939 in Pine Bluff, Arkansas; † 20. April 2017 in Little Rock, Arkansas) war ein US-amerikanischer Politiker. Zwischen 1993 und 2001 vertrat er den vierten Wahlbezirk des Bundesstaates Arkansas im US-Repräsentantenhaus.

## Werdegang
Jay Dickey besuchte bis 1957 die Pine Bluff High School und dann das Hendrix College. Anschließend studierte er bis 1963 an der University of Arkansas in Fayetteville Jura. Nach seiner im gleichen Jahr erfolgten Zulassung als Rechtsanwalt begann er in Pine Bluff in diesem Beruf zu arbeiten. Zwischen 1968 und 1970 war er auch Anwalt seiner Heimatstadt. Später hielt er einige Vorlesungen an der University of Arkansas. Im Jahr 1988 war er kurzzeitig Sonderrichter am Obersten Gerichtshof seines Heimatstaates. Danach arbeitete er wieder als privater Rechtsanwalt. Außerdem war er Inhaber eines Geschäfts.
Politisch wurde Dickey Mitglied der Republikanischen Partei. Bei den Kongresswahlen des Jahres 1992 wurde er als erster Republikaner im vierten Distrikt von Arkansas in das US-Repräsentantenhaus gewählt, wo er am 3. Januar 1993 die Nachfolge von Beryl Anthony antrat. Nach drei Wiederwahlen konnte Dickey bis zum 3. Januar 2001 vier Legislaturperioden im Kongress absolvieren. Dort war er zeitweise Mitglied im Haushaltsausschuss und in einigen Unterausschüssen. Dickey gilt als konservativ.
Im Jahr 2000 unterlag er bei den Wahlen dem Demokraten Mike Ross. Auch im Jahr 2002 kandidierte Dickey erfolglos gegen Ross. Er verlor mit 40 % zu 60 % der Wählerstimmen. Jay Dickey leitete die JD Consulting Co., eine Beraterfirma, die in Washington bei der Bundesregierung als Lobbyfirma die Interessen ihrer Kunden auf verschiedenen Gebieten vertritt.